# Alot
Alot är en ort i Indien.   Den ligger i distriktet Ratlām och delstaten Madhya Pradesh, i den centrala delen av landet, 600 km söder om huvudstaden New Delhi. Alot ligger 448 meter över havet och antalet invånare är 23 134.
Terrängen runt Alot är platt. Runt Alot är det ganska tätbefolkat, med 230 invånare per kvadratkilometer. Alot är det största samhället i trakten. Trakten runt Alot består till största delen av jordbruksmark.